# Nambaryn Enjbayar
Nambaryn Enjbayar (cirílico mongol: Намбарын Энхбаяр; nacido el 1 de junio de 1958 en Ulán Bator) es un político mongol, presidente de su país entre 2005 y 2009. Fue primer ministro entre 2000 y 2004 además fue portavoz en el Parlamento entre 2004 y 2005.

## Carrera
Se licenció en el Instituto Moscovita de Literatura en 1989 estudiando además en la universidad de Leeds, Inglaterra. Trabajó para la Unión de Escritores de Mongolia entre 1980 hasta 1990 como traductor y editor, secretario general y vicepresidente. Dedicó parte de su vida a traducir obras clásicas mongolas y obras de escritores occidentales como Charles Dickens. 
Enkhbayar fue elegido por primera vez como diputado del Gran Jural (el parlamento de Mongolia) en 1992 y trabajó como ministro de cultura entre 1992 y 1996. En 1997 se convirtió en líder de la oposición del partido popular revolucionario de Mongolia, al cual se había afiliado en 1985. Su gestión llevó a su partido a ganar las elecciones legislativas de 2000. El 26 de julio de ese año fue elegido primer ministro del país. En 2004 su partido perdió casi la mitad de los escaños que había obtenido en las elecciones precedentes, formándose una coalición de partidos que le llevó a dejar su cargo de primer ministro para convertirse en representante del parlamento. 
En las elecciones presidenciales de 2005, celebradas el 22 de mayo, Enkhbayar fue elegido substituto de Natsagiyn Bagabandi con un 53,4% de los votos, lo que permitió que no se celebrara una segunda votación. Su rival, Mendsaikhan Enkhsaikhan del Partido Demócrata de Mongolia recibió un 20% de apoyos. 
El 21 de noviembre de 2005, el presidente de los Estados Unidos, George W. Bush visitó la capital mongola, entrevistándose con el presidente para implementar el cambio democrático de Mongolia. En esa reunión se acordó que los Estados Unidos donaran 11 millones de dólares en concepto de ayuda a Mongolia. 
Perdió las elecciones generales de mayo de 2009, dejando paso al líder del Partido Democrático Tsajiagiin Elbegdorzh.
| Predecesor: Rinchinnyamyn Amarjargal | Primer ministro de Mongolia 2000 - 2004 | Sucesor: Tsajiagiin Elbegdorzh |
| Predecesor: Natsagiyn Bagabandi      | Presidente de Mongolia 2005 - 2009      | Sucesor: Tsajiagiin Elbegdorzh |

- Datos: Q54820
- Multimedia: Nambaryn Enkhbayar / Q54820